# Control inhibitorio
El control inhibitorio es un concepto propio del campo de la neuropsicología, es una función ejecutiva fundamental que se refiere a la capacidad de suprimir deliberadamente la atención, el comportamiento, los pensamientos y/o las emociones y, en su lugar, actuar de una manera específica y racional.

## Definición
Se denomina control inhibitorio a un tipo de control interno del cerebro que permite regular la atención, la cognición y el comportamiento del ser humano.
El control inhibitorio es la capacidad que le permite al sujeto  inhibir o controlar de forma deliberada conductas, respuestas o pensamientos automáticos cuando la situación lo requiere. Es lo que permite la inhibición de la conducta.  Es la habilidad de abstenerse o interrumpir una acción automática que no contribuiría a las intenciones o metas establecidas para el sujeto. Esto implica, no solo inhibir acciones, sino la capacidad de inhibir pensamientos y emociones que no convienen o no aportan a la tareas que se deben realizar. También tiene relación con posponer recompensas inmediatas en pos de una meta de más largo plazo.
El control inhibitorio del comportamiento humano frena las respuestas impulsivas y las reacciones automáticas inapropiadas. Es lo que  habilita a organizar la conducta de manera racional y adecuada a la situación para lograr una adaptación exitosa al medio ambiente.
Por un lado, está la inhibición cognitiva y por el otro la inhibición atencional. Una es interna y la otra externa.
La inhibición atencional es la que permite al cerebro procesar estímulos relevantes recibidos desde el exterior mientras suprime el procesamiento de estímulos irrelevantes para la tarea.
La inhibición cognitiva, en cambio, es un tipo de control inhibitorio que permite suprimir la información irrelevante que estorba y no es necesaria. El control inhibitorio se encuentra en la base del proceso regulatorio de emociones en el ser humano y  es clave  en  la  prevención  de  las respuestas impulsivas y el  control  de  las  expresiones  emocionales.

## Alteraciones y patologías
En la población infantil,  los déficits de control inhibitorio son característicos del Trastorno Oposicional Desafiante (TOD), el Trastorno de Conducta (TC) y el Trastorno por Déficit de Atención e Hiperactividad (TDAH). También los pacientes con dislexia.
Los pacientes que padecen depresión y trastorno de ansiedad generalizada también tienen déficits en el control inhibitorio.
El control inhibitorio comienza a perderse en pacientes con enfermedades degenerativas. En estos casos, la desinhibición que aparece es causada por daños en las regiones cerebrales frontotemporales. Esta disfunción ejecutiva también es un componente común e incapacitante también en la depresión tardía, en el alcoholismo, y en las adicciones.  Las disfunciones corticales prefrontales que subyacen a los déficits de control inhibitorio en las adicciones son complejas pues varían en función del estado de consumo de sustancias, el diagnóstico y el tipo de sustancias consumidas, pero son conocidos los beneficios de la abstinencia en la restauración de dichas funciones cerebrales en estos casos.